# Azannes-et-Soumazannes
Azannes-et-Soumazannes è un comune francese di 163 abitanti situato nel dipartimento della Mosa nella regione del Grand Est.

## Società

### Evoluzione demografica
Abitanti censiti